# هوهنزااتن
هوهنزااتن (به آلمانی: Hohensaaten) یک منطقهٔ مسکونی در آلمان است که در باد فراین‌والده (اودر) واقع شده‌است. هوهنزااتن ۷۸۴ نفر جمعیت دارد.